# Dsmitryj Krywel
Dsmitryj Dsmitryjewitsch Krywel (belarussisch Дзмітрый Дзмітрыевіч Крывель; * 1973) ist ein belarussischer Biathlontrainer und ehemaliger Biathlet.
Dsmitryj Krywel rückte nach der Auflösung der Sowjetunion in den neu geschaffenen Kader von Belarus auf. Seinen größten internationalen Erfolg als aktiver Athlet erreichte er bei den erstmals ausgetragenen Biathlon-Europameisterschaften 1994 in Kontiolahti, wo er mit Igor Chochrjakow, Gennadi Karpinkin und Jauhen Redskin mit der belarussischen Staffel hinter den Vertretungen Russlands und Polens die Bronzemedaille gewann. Nach seiner aktiven Karriere wurde er Trainer. Als Stützpunkttrainer der Minskaja Woblasz betreute er unter anderem Ljudmila Kalintschyk.